# Portugalsko na Letních olympijských hrách 2008
Portugalsko se účastnilo Letní olympiády 2008. Zastupovalo ho 77 sportovců (51 mužů a 26 žen) v 16 sportech.

## Medailisté
| Medaile | Jméno                | Sport    | Soutěž        |
| ------- | -------------------- | -------- | ------------- |
| Zlato   | Nelson Évora         | Atletika | Muži trojskok |
| Stříbro | Vanessa Fernandesová | Triatlon | ženy          |